# Grand Prix-wegrace van San Marino 1981
De Grand Prix-wegrace van San Marino 1981 was tiende Grand Prix van het wereldkampioenschap wegrace in het seizoen 1981. De race werd verreden op 12 juli 1981 op het Autodromo Enzo e Dino Ferrari nabij Imola in de provincie Bologna (Italië). 

## Algemeen
De Grand Prix van San Marino werd bij zeer hoge temperaturen gereden, afgezien van de hevige regenbui die de 500cc-race vroegtijdig beëindigde. Dat was vooral onplezierig voor de zieken, zoals Boet van Dulmen, die zijn koorts probeerde te onderdrukken door uren in het kinderbadje van zijn dochter Annemiek door te brengen, en de familie Roberts, waar eerst vriendin Pam en zoontje Kenny junior en later ook Kenny Roberts senior ziek werden. Kenny kon uiteindelijk niet eens van start gaan. De wereldtitel in de 50cc-klasse werd in Imola beslist. Nadat Toni Mang in de 350cc-klasse zijn grootste concurrent Jon Ekerold was kwijtgeraakt toen die in Raalte een enkel brak, kwam de 250cc-titel dichterbij omdat Carlos Lavado in Imola tijdens de training zijn onderbeen brak. De training kostte het leven aan Sauro Pazzaglia.

## 500 cc
Met donkere wolken boven het circuit liet Roberto Gallina een intermediate voorband op de Suzuki van Marco Lucchinelli leggen, maar na de opwarmronde werd die weer vervangen door een slick, zoals alle andere rijders ook hadden. Kenny Roberts lag intussen met darmklachten in zijn motorhome, net als de rest van de familie Roberts. Graeme Crosby was als snelste weg, achtervolgd door Lucchinelli en Jack Middelburg. Diens motor kreeg al in de eerste ronde een vastloper, waardoor hij niet uitviel, maar wel veel vermogen miste omdat de machine regelmatig op drie cilinders ging lopen. Bovendien moest hij de motor opnieuw aanduwen waardoor hij op de laatste plaats terechtkwam. Barry Sheene nam in de tweede ronde de leiding voor Randy Mamola, Graeme Crosby en Marco Lucchinelli. Lucchinelli passeerde Sheene en begon een flinke voorsprong op te bouwen. Sheene hield de tweede plaats vast maar Crosby ging Mamola weer voorbij. Mamola's achterband was niet goed gemonteerd waardoor het achterwiel zo hard trilde dat de ketting soms over het tandwiel schoot. In de 19e ronde barstte een forse regenbui los en drie ronden later besloot de wedstrijdleiding de race af te breken. In de zesde ronde viel Willem Zoet, maar ook Gianni Rolando, die hem niet meer kon ontwijken. Beiden werden naar het ziekenhuis gebracht: Rolando met een gebroken voet en Zoet met een aantal botbreuken.

### Uitslag 500 cc
| Pos | Coureur           | Merk       | Tijd               | Punten             |
| --- | ----------------- | ---------- | ------------------ | ------------------ |
| 1   | Marco Lucchinelli | Suzuki     | 42:19.980          | 15                 |
| 2   | Barry Sheene      | Yamaha     | +3.310             | 12                 |
| 3   | Graeme Crosby     | Suzuki     | +6.460             | 10                 |
| 4   | Randy Mamola      | Suzuki     | +44.780            | 8                  |
| 5   | Kork Ballington   | Kawasaki   | +1:12.190          | 6                  |
| 6   | Guido Paci        | Yamaha     | +1:21.280          | 5                  |
| 7   | Jack Middelburg   | Suzuki     | +1:22.720          | 4                  |
| 8   | Marc Fontan       | Yamaha     | +1:22.850          | 3                  |
| 9   | Gianni Pelletier  | Suzuki     | +1:27.380          | 2                  |
| 10  | Keith Huewen      | Yamaha     | +1:35.230          | 1                  |
| 11  | Sergio Pellandini | Suzuki     | +1:43.040          |                    |
| 12  | Christian Sarron  | Yamaha     | +2:07.320          |                    |
| 13  | Walter Migliorati | Suzuki     | +2:21.660          |                    |
| 14  | Seppo Rossi       | Suzuki     | +2:22.680          |                    |
| 15  | Kimmo Kopra       | Suzuki     | +1 ronde           |                    |
| 16  | Michel Frutschi   | Yamaha     | +1 ronde           |                    |
| 17  | Fabio Biliotti    | Suzuki     | +1 ronde           |                    |
| 18  | Raffaele Pasqual  | Yamaha     | +1 ronde           |                    |
| 19  | Virginio Ferrari  | Cagiva     | +1 ronde           |                    |
| DNF | Willem Zoet       | Suzuki     | Val                |                    |
| DNF | Gianni Rolando    | Lombardini | Val                |                    |
| DNF | Franco Uncini     | Suzuki     | Val                |                    |
| DNF | Boet van Dulmen   | Yamaha     | Motor              |                    |
| DNF | Graziano Rossi    | Morbidelli | Contract beëindigd | Contract beëindigd |

### Top 10 WK-stand na deze race
| Pos. | Coureur           | Motorfiets | Ptn. |
| ---- | ----------------- | ---------- | ---- |
| 1    | Marco Lucchinelli | Suzuki     | 88   |
| 2    | Randy Mamola      | Suzuki     | 72   |
| 3    | Kenny Roberts     | Yamaha     | 58   |
| 4    | Barry Sheene      | Yamaha     | 57   |
| 5    | Graeme Crosby     | Suzuki     | 56   |
| 6    | Boet van Dulmen   | Yamaha     | 47   |
| 7    | Jack Middelburg   | Suzuki     | 27   |
| 8    | Kork Ballington   | Kawasaki   | 25   |
| 9    | Hiroyuki Kawasaki | Suzuki     | 19   |
| 10   | Guido Paci        | Yamaha     | 14   |

## 250 cc
Roland Freymond was met zijn Ad Maiora opnieuw als eerste weg, maar Toni Mang haalde hem binnen een paar ronden in. Freymond had op zijn beurt geen enkele moeite om zijn achtervolgers voor te blijven. Aanvankelijk reed Pierluigi Conforti op de derde plaats, maar hij werd ingehaald door Jean-François Baldé. Thierry Espié werd vijfde en haalde daarmee de eerste punten voor Pernod binnen.

### Uitslag 250 cc
| Pos | Coureur                | Merk            | Tijd                   | Punten                 |
| --- | ---------------------- | --------------- | ---------------------- | ---------------------- |
| 1   | Toni Mang              | Kawasaki        | 45:43.810              | 15                     |
| 2   | Roland Freymond        | Ad Maiora       | +19.910                | 12                     |
| 3   | Jean-François Baldé    | Kawasaki        | +23.020                | 10                     |
| 4   | Pierluigi Conforti     | Kawasaki        | +33.200                | 8                      |
| 5   | Thierry Espié          | Pernod          | +40.320                | 6                      |
| 6   | Jean-Louis Tournadre   | Bimota-Yamaha   | +46.150                | 5                      |
| 7   | Christian Estrosi      | Yamaha          | +47.070                | 4                      |
| 8   | Patrick Fernandez      | Bimota-Yamaha   | +49.570                | 3                      |
| 9   | Jacques Bolle          | Yamaha          | +52.550                | 2                      |
| 10  | Didier de Radiguès     | Yamaha          | +59.160                | 1                      |
| 11  | Jeffrey Sayle          | Armstrong-Rotax | +59.600                |                        |
| 12  | Jean-Louis Guignabodet | Kawasaki        | +1:15.690              |                        |
| 13  | Mick Grant             | Armstrong-Rotax | +1:22.960              |                        |
| 14  | Martin Wimmer          | Yamaha          | +1:30.230              |                        |
| 15  | Pierre Bolle           | Yamaha          | +1:31.770              |                        |
| 16  | Jean-Marc Toffolo      | Armstrong-Rotax | +1:31.870              |                        |
| 17  | Alan North             | Yamaha          | +1:39.960              |                        |
| 18  | Franco Marcheggiani    | Yamaha          | +1:40.170              |                        |
| 19  | Richard Schlachter     | Yamaha          | +1:44.140              |                        |
| 20  | Eero Hyvärinen         | Yamaha          | +1:45.160              |                        |
| 21  | Graeme Geddes          | Yamaha          | +1:53.050              |                        |
| 22  | Peter Looijesteijn     | Rotax           | +2:01.630              |                        |
| DNS | Sauro Pazzaglia        | MBA             | Gewond in training (†) | Gewond in training (†) |
| DNS | Carlos Lavado          | Yamaha          | Blessure in training   | Blessure in training   |

### Top 10 WK-stand na deze race
| Pos. | Coureur             | Motorfiets               | Ptn. |
| ---- | ------------------- | ------------------------ | ---- |
| 1    | Toni Mang           | Kawasaki                 | 100  |
| 2    | Jean-François Baldé | Kawasaki                 | 67   |
| 3    | Carlos Lavado       | Yamaha                   | 56   |
| 4    | Patrick Fernandez   | Bimota-Yamaha            | 38   |
| 5    | Roland Freymond     | Ad Maiora                | 36   |
| 6    | Thierry Espié       | Chevallier-Yamaha/Pernod | 24   |
| 7    | Massimo Massimiani  | Ad Maiora                | 22   |
| 8    | Eric Saul           | Chevallier-Yamaha        | 19   |
| 8    | Martin Wimmer       | Yamaha                   | 19   |
| 10   | Richard Schlachter  | Yamaha                   | 15   |

## 125 cc
Loris Reggiani had het hele seizoen teamorders gehad om Ángel Nieto voor te laten, maar in zijn thuisrace werd dat omgedraaid: Nieto moest zorgen dat Reggiani kon winnen. Na de opwarmronde moesten Jan Thiel en Martin Mijwaart snel de bougies van Reggiani's Minarelli vervangen, want de motor sloeg over. Reggiani startte als snelste, terwijl Nieto de rest van het veld probeerde af te remmen, maar dat lukte niet helemaal. Maurizio Vitali en Iván Palazzese wisten voorbij te glippen en joegen op Reggiani. Ook Pier Paolo Bianchi en Guy Bertin volgden, waardoor Nieto besloot de leiding maar over te nemen en Reggiani op sleeptouw te nemen. Na veertien ronden was de strijd gestreden. Reggiani ging op kop voor Nieto, terwijl Bertin uitviel. Bianchi was op achterstand gereden, maar reed het gat weer dicht, waardoor het op de finishlijn nog spannend werd. Uiteindelijk finishte hij 20 meter achter Nieto.

### Uitslag 125 cc
| Pos | Coureur             | Merk        | Tijd       | Punten     |
| --- | ------------------- | ----------- | ---------- | ---------- |
| 1   | Loris Reggiani      | Minarelli   | 43:57.520  | 15         |
| 2   | Ángel Nieto         | Minarelli   | +1.800     | 12         |
| 3   | Pier Paolo Bianchi  | MBA         | +2.100     | 10         |
| 4   | Ricardo Tormo       | Sanvenero   | +21.910    | 8          |
| 5   | Jacques Bolle       | Motobécane  | +27.670    | 6          |
| 6   | Hugo Vignetti       | MBA         | +33.580    | 5          |
| 7   | Roberto Ruosi       | MBA         | +1:13.230  | 4          |
| 8   | Gerhard Waibel      | MBA         | +1:13.550  | 3          |
| 9   | August Auinger      | MBA         | +1:13.700  | 2          |
| 10  | Willy Pérez         | MBA         | +1:18.480  | 1          |
| 11  | Thierry Noblesse    | MBA         | +1:25.300  |            |
| 12  | Anton Straver       | MBA         | +1:41.200  |            |
| 13  | Johnny Wickström    | MBA         | +2:09.140  |            |
| 14  | Olivier Liégeois    | MBA         | +2:17.010  |            |
| 15  | Joe Genoud          | MBA         | +1 ronde   |            |
| 16  | Per-Edvard Carlsson | MBA         | +1 ronde   |            |
| 17  | Hans Müller         | MBA         | +1 ronde   |            |
| 18  | Jacky Hutteau       | Afam        | +1 ronde   |            |
| 19  | Peter Balaz         | MBA         | +1 ronde   |            |
| DNF | Guy Bertin          | Sanvenero   | Ontsteking | Ontsteking |
| DNF | Theo Timmer         | MBA         |            |            |
| DNF | Maurizio Vitali     | MBA         | Motor      |            |
| DNF | Iván Palazzese      | MBA         |            |            |
| DNS | Henk van Kessel     | EGA/MBA     |            |            |
| DNS | Stefan Dörflinger   | Krauser-MBA | Blessure   |            |

### Top 10 WK-stand na deze race
| Pos. | Coureur            | Motorfiets  | Ptn. |
| ---- | ------------------ | ----------- | ---- |
| 1    | Ángel Nieto        | Minarelli   | 110  |
| 2    | Loris Reggiani     | Minarelli   | 89   |
| 3    | Pier Paolo Bianchi | MBA         | 68   |
| 4    | Hans Müller        | MBA         | 55   |
| 5    | Jacques Bolle      | Motobécane  | 31   |
| 6    | Guy Bertin         | Sanvenero   | 28   |
| 7    | Iván Palazzese     | MBA         | 27   |
| 7    | Stefan Dörflinger  | Krauser-MBA | 27   |
| 9    | Maurizio Vitali    | MBA         | 26   |
| 10   | Willy Pérez        | MBA         | 12   |
| 10   | Hugo Vignetti      | MBA         | 12   |

## 50 cc
Henk van Kessel kreeg vanaf Imola een fabrieks-Van Veen-Kreidler. Daardoor hoopte Van Veen in elk geval de constructeurstitel nog veilig te stellen. De machine was weliswaar iets sneller dan Van Kessels eigen Kreidler, maar had ook andere (Metzeler) banden, terwijl Van Kessel gewend was aan Michelin-banden. Van Kessel had een goede start, terwijl de Bultaco van Ricardo Tormo maar moeizaam op gang kwam. Van Kessel werd in de eerste ronden dan ook gevolgd door Theo Timmer, Giuseppe Ascareggi, Rolf Blatter, Hans-Jürgen Hummel en Hagen Klein. Binnen enkele ronden was Tormo echter bij Van Kessel, passeerde hem en bouwde een flinke voorsprong op. Van Kessel moest wel inhouden omdat zijn motor warm begon te lopen. Timmer moest intussen de aanvallen van Ascareggi afslaan, maar wist toch derde te worden. Tormo's overwinning betekende dat hij wereldkampioen was. 

### Uitslag 50 cc
| Pos | Coureur             | Merk              | Tijd      | Punten |
| --- | ------------------- | ----------------- | --------- | ------ |
| 1   | Ricardo Tormo       | Bultaco           | 31:43.750 | 15     |
| 2   | Henk van Kessel     | Van Veen-Kreidler | +5.550    | 12     |
| 3   | Theo Timmer         | Bultaco           | +29.120   | 10     |
| 4   | Giuseppe Ascareggi  | Minarelli         | +31.870   | 8      |
| 5   | Hans-Jürgen Hummel  | Sachs             | +1:15.940 | 6      |
| 6   | Hagen Klein         | Van Veen-Kreidler | +1:15.950 | 5      |
| 7   | Claudio Lusuardi    | Moto Villa        | +1:41.250 | 4      |
| 8   | George Looijesteijn | Kreidler          | +1:50.770 | 3      |
| 9   | Joaquín Galí        | Bultaco           | +1:50.930 | 2      |
| 10  | Ingo Emmerich       | Kreidler          | +1:51.240 | 1      |
| 11  | Giuliano Gerani     | BBFT              | +2:16.000 |        |
| 12  | Günter Schirnhofer  | Kreidler          | +2:19.070 |        |
| 13  | Otto Machinek       | Kreidler          | +2:24.570 |        |
| 14  | Claudio Granata     | Kreidler          | +2:25.000 |        |
| 15  | Giuliano Tabanelli  | Ringhini          | +2:25.810 |        |
| 16  | Ramon Gali          | Kreidler          | +2:34.430 |        |
| 17  | Enrico Cereda       | Kreidler          | +1 ronde  |        |
| 18  | Thomas Engl         | PCR               | +1 ronde  |        |
| 19  | Enzo Saffiotti      | UFO               | +1 ronde  |        |
| 20  | Pascale Buonfante   | UFO               | +1 ronde  |        |
| 21  | Reiner Koster       | Malanca           | +1 ronde  |        |
| 22  | Kasimir Rapczynski  | Kreidler          | +1 ronde  |        |
| 23  | Klaus Kull          | Kreidler          | +1 ronde  |        |
| 24  | Joe Genoud          | RYB               | +1 ronde  |        |
| 25  | Gerhard Singer      | Kreidler          | +1 ronde  |        |
| DNF | Rolf Blatter        | Kreidler          | Val       |        |

### Top 10 WK-stand na deze race
| Pos. | Coureur                        | Motorfiets        | Ptn. |
| ---- | ------------------------------ | ----------------- | ---- |
| 1    | Ricardo Tormo (wereldkampioen) | Bultaco           | 90   |
| 2    | Stefan Dörflinger              | Van Veen-Kreidler | 51   |
| 3    | Theo Timmer                    | Bultaco           | 50   |
| 4    | Hans-Jürgen Hummel             | Sachs             | 37   |
| 5    | Henk van Kessel                | Kreidler          | 36   |
| 6    | Rolf Blatter                   | Kreidler          | 34   |
| 7    | Hagen Klein                    | Van Veen-Kreidler | 32   |
| 8    | Claudio Lusuardi               | Bultaco           | 19   |
| 9    | George Looijesteijn            | Kreidler          | 18   |
| 10   | Giuseppe Ascareggi             | Bultaco           | 16   |

## Trivia

### Bliksem
Bij de onweersbui tijdens de 500cc-race werden zes toeschouwers door de bliksem getroffen, maar de meesten kwamen er met lichte brandwonden vanaf. Een van hen moest ter observatie in het ziekenhuis blijven omdat zijn hart had stilgestaan.

### Contract beëindigd
Graziano Rossi beëindigde abrupt zijn samenwerking met Morbidelli vanwege de slechte resultaten. Hij hoopte op de Kawasaki KR 500 van Gregg Hansford te kunnen starten, maar die machine was al terug naar Japan. Morbidelli ging op zoek naar een vervangende rijder, maar ving bot bij Jack Middelburg, Gianni Pelletier en Christian Estrosi. Graziano Rossi wist al dat de oude Suzuki-productieracers van Franco Uncini weer zouden worden opgebouwd voor hem.

### Banden
Boet van Dulmen had al vaker geklaagd over zijn Michelin-banden, die door Suzuki-rijders ontwikkeld waren en niet voldeden op zijn Yamaha. In Imola kreeg hij toestemming om met Dunlop-banden te testen, maar toen de asfalttemperatuur op de racedag 53 °C bedroeg koos hij toch voor de Michelins, omdat hij die beter kende.
1981 · 1982 · 1983 · 1984 · 1985 · 1986 · 1987 · 1991 · 1993 · 2007 · 2008 · 2009 · 2010 · 2011 · 2012 · 2013 · 2014 · 2015 · 2016 · 2017 · 2018 · 2019 · 2020 · 2021 · 2022 · 2023 · 2024 · 2025